# A Series of Unfortunate Events (sèrie)
Lemony Snicket's A Series of Unfortunate Events, o simplement A Series of Unfortunate Events, és una sèrie de televisió estatunidenca de Netflix, basada en les novel·les infantils del mateix nom, escrites per Lemony Snicket. Es va estrenar el 13 de gener del 2017.
La sèrie consta de tres temporades: la primera temporada, estrenada el 13 de gener del 2017, que la formen vuit episodis i adapta els primers quatre llibres de la saga. La segona temporada, estrenada el 30 de març del 2018, que la formen deu episodis i adapta els cinc llibres següents de la saga. I la tercera temporada, estrenada l'1 de gener del 2019, que la formen set episodis i adapta els últims llibres de la saga (els quatre restants).

## Argument
Quan un foc misteriós mata els seus pares, els germans Baudelaire passen a estar a càrrec del seu parent llunyà Count Olaf, un actor que vol apropiar-se de la fortuna familiar. Després de l'intent fallit d'Olaf, els Baudelaire intenten evitar-lo mentre descobreixen el misteri darrere una societat secreta relacionada amb el passat dels seus pares.

## Repartiment

### Personatges principals
- Neil Patrick Harris com a Count Olaf, un actor que vol apropiar-se la fortuna dels Baudelaire.
- Patrick Warburton com a Lemony Snicket, el narrador.
- Malina Weissman com a Violet Baudelaire, la germana gran dels Baudelaire i una inventora amb molt de talent.
- Louis Hynes com a Klaus Baudelaire, el fill mitjà, interessat en la literatura.
- K. Todd Freeman com a Arthur Poe, el banquer dels Baudelaire encarregat d'assignar un tutor legal als nens.
- Presley Smith com a Sunny Baudelaire, la germana petita dels Baudelaire, amb una inusual forta dentadura. Tara Strong interpreta les inintel·ligibles frases de l'infant.

### Personatges recurrents
- Will Arnett com a Pare / Mr. Quagmire,[3][4] membre de la societat secreta de la família Baudelaire.
- Cobie Smulders com a Mare / Mrs. Quagmire,[4] membre de la societat secreta de la família Baudelaire.
- Usman Ally com a the Hook-Handed Man,[5] membre de la companyia de teatre del Count Olaf.
- Matty Cardarople com a the Henchperson Of Indeterminate Gender,[5] membre de la companyia de teatre del Count Olaf.
- Cleo King com a Eleanora Poe, dona d'Arthur Poe i editora del diari The Daily Punctilio.
- John DeSantis com a the Bald Man,[6] membre de la companyia de teatre del Count Olaf.
- Jacqueline i Joyce Robbins com a the White-Faced Women,[5] membres de la companyia de teatre del Count Olaf.

### Personatges episòdics
- Joan Cusack com a Justice Strauss,[7] veïna del Count Olaf.
- Aasif Mandvi com a Montgomery "Uncle Monty" Montgomery, parent llunyà dels Baudelaire i herpetologista.
- Alfre Woodard com a Aunt Josephine, parent llunyana dels Baudelaire amb moltes pors racionals i irracionals.
- Don Johnson com a Sir, el propietari de la serradora Lucky Smells.
- Catherine O'Hara com a Georgina Orwell,[8] optometrista i exparella del Count Olaf que hipnotitza els treballadors de la serradora Lucky Smells.
- Rhys Darby com a Charles,[3] parella de Sir.

## Episodis
| Temporada | Temporada | Episodis | Emissió original    |
| --------- | --------- | -------- | ------------------- |
|           | 1         | 8        | 13 de gener de 2017 |
|           | 2         | 10       | 30 març de 2018     |
|           | 3         | 7        | 01 de gener de 2019 |

### 1a temporada (2017)
| Num. Sèrie | Num. Temporada | Títol Original                 | Dirigit per      | Escrit per          | Data d'emissió original |  |
| --- | -------------- | ------------------------------ | ---------------- | ------------------- | ----------------------- |  |
| 1 | 1              | «The Bad Beginning: Part One»  | Barry Sonnenfeld | Daniel Handler      | 13 de gener de 2017     |  |
| Quan un incendi misteriós destrueix casa seva i mata els seus pares, la Violet, en Klaus i la Sunny Baudelaire passen a estar a càrrec del seu parent llunyà Count Olaf, que els tracta com a criats. |                |                                |                  |                     |                         |  |
| |                |                                |                  |                     |                         |  |
| 2 | 2              | «The Bad Beginning: Part Two»  | Barry Sonnenfeld | Daniel Handler      | 13 de gener de 2017     |  |
| Els Baudelaire intenten convèncer el banquer familiar, Mr. Poe, de les intencions d'Olaf, sense èxit. S'adonen que el Count Olaf pretén casar-se amb la Violet per obtenir la fortuna, representant una obra de teatre en què tots dos participin en una cerimònia nupcial real. |                |                                |                  |                     |                         |  |
| |                |                                |                  |                     |                         |  |
| 3 | 3              | «The Reptile Room: Part One»   | Mark Palansky    | Daniel Handler      | 13 de gener de 2017     |  |
| Als Baudelaire se'ls assigna un nou tutor legal: l'herpetologista Monty Montgomery. En Klaus descobreix que el laberint del jardí de Montgomery té la mateixa forma que el tatuatge del turmell del Count Olaf. Olaf es disfressa del nou ajudant de Montgomery, Stefano, i intenta segrestar els nens. |                |                                |                  |                     |                         |  |
| |                |                                |                  |                     |                         |  |
| 4 | 4              | «The Reptile Room: Part Two»   | Mark Palansky    | Emily Fox           | 13 de gener de 2017     |  |
| Després d'acomiadar l'Stefano, Montgomery s'adona que la porta de la seva sala de rèptils és oberta. En entrar, una misteriosa figura l'ataca. L'endemà, els Baudelaire es troben Olaf al costat del cadàver de Montgomery. La policia conclou que una de les serps l'ha matat, però els germans demostren que l'autor del crim és el Count Olaf. |                |                                |                  |                     |                         |  |
| |                |                                |                  |                     |                         |  |
| 5 | 5              | «The Wide Window: Part One»    | Barry Sonnenfeld | Daniel Handler      | 13 de gener de 2017     |  |
| Mr. Poe s'endú els Baudelaire a ca la seva tia Josephine, una dona amb pors irracionals que viu en una casa sobre un penya-segat al llac Lachrymose. Olaf, que ha estat seguint els germans, es disfressa de mariner i s'atribueix el nom de Captain Sham per convidar Josephine a una cita. Els Baudelaire descobreixen llavors que la seva tia s'ha llançat per la finestra i ha deixat una nota que els informa que el Captain Sham és el seu nou tutor legal. |                |                                |                  |                     |                         |  |
| |                |                                |                  |                     |                         |  |
| 6 | 6              | «The Wide Window: Part Two»    | Barry Sonnenfeld | Daniel Handler      | 13 de gener de 2017     |  |
| Els Baudelaire detecten diversos errors gramaticals a la nota de suïcidi de Josephine, cosa que els fa sospitar perquè la dona estava obsessionada amb la correcció gramatical. Desxifren el missatge que conté la nota, descobreixen que la seva tia és viva i decideixen anar-la a buscar. |                |                                |                  |                     |                         |  |
| |                |                                |                  |                     |                         |  |
| 7 | 7              | «The Miserable Mill: Part One» | Bo Welch         | Joe Tracz           | 13 de gener de 2017     |  |
| Quan els Baudelaire arriben a la serradora Lucky Smells, el propietari, Sir, els obliga a treballar-hi. Entra en escena Georgina Orwell, una optometrista que hipnotitza en Klaus seguint les indicacions del Count Olaf. |                |                                |                  |                     |                         |  |
| |                |                                |                  |                     |                         |  |
| 8 | 8              | «The Miserable Mill: Part Two» | Bo Welch         | Tatiana Suarez-Pico | 13 de gener de 2017     |  |
| Els Baudelaire viuen un últim episodi a la serradora Lucky Smells. |                |                                |                  |                     |                         |  |

### 2a temporada (2018)
| Num. Sèrie | Num. Temporada | Títol Original                   | Dirigit per                   | Escrit per     | Data d'emissió original |
| ---------- | -------------- | -------------------------------- | ----------------------------- | -------------- | ----------------------- |
| 9          | 1              | «The Austere Academy: Part One»  | Barry Sonnenfeld              | Daniel Handler | 30 de març de 2018      |
| 10         | 2              | «The Austere Academy: Part Two»  | Barry Sonnenfeld              | Joe Tracz      | 30 de març de 2018      |
| 11         | 3              | «The Ersatz Elevator: Part One»  | Bo Welch                      | Daniel Handler | 30 de març de 2018      |
| 12         | 4              | «Bo Welch»                       | The Ersatz Elevator: Part Two | Daniel Handler | 30 de març de 2018      |
| 13         | 5              | «The Vile Village: Part One»     | Barry Sonnenfeld              | Sigrid Gilmer  | 30 de març de 2018      |
| 14         | 6              | «The Vile Village: Part Two»     | Barry Sonnenfeld              | Sigrid Gilmer  | 30 de març de 2018      |
| 15         | 7              | «The Hostile Hospital: Part One» | Alan Arkush                   | Joshua Conkel  | 30 de març de 2018      |
| 16         | 8              | «The Hostile Hospital: Part Two» | Alan Arkush                   | Joshua Conkel  | 30 de març de 2018      |
| 17         | 9              | «Carnivorous Carnival: Part One» | Loni Peristere                | Joe Tracz      | 30 de març de 2018      |
| 18         | 10             | «Carnivorous Carnival: Part Two» | Loni Peristere                | Joe Tracz      | 30 de març de 2018      |

### 3a temporada (2019)
| Num. Sèrie | Num. Temporada | Títol Original                 | Dirigit per        | Escrit per                 | Data d'emissió original |
| ---------- | -------------- | ------------------------------ | ------------------ | -------------------------- | ----------------------- |
| 19         | 1              | «The Slippery Slope: Part One» | Jonathan Teplitzky | Daniel Handler             | 1 de gener de 2019      |
| 20         | 2              | «The Slippery Slope: Part Two» | Jonathan Teplitzky | Daniel Handler             | 1 de gener de 2019      |
| 21         | 3              | «Grim Grotto: Part One»        | Liza Johnson       | Joshua Conkel              | 1 de gener de 2019      |
| 22         | 4              | «Grim Grotto: Part Two»        | Liza Johnson       | Sigrid Gilmer              | 1 de gener de 2019      |
| 23         | 5              | «Penultimate Peril: Part One»  | Barry Sonnenfeld   | Joe Tracz                  | 1 de gener de 2019      |
| 24         | 6              | «Penultimate Peril: Part Two»  | Barry Sonnenfeld   | Joe Tracz                  | 1 de gener de 2019      |
| 25         | 7              | «The End»                      | Bo Welch           | Daniel Handler i Joe Tracz | 1 de gener de 2019      |